# 義大利麵橋

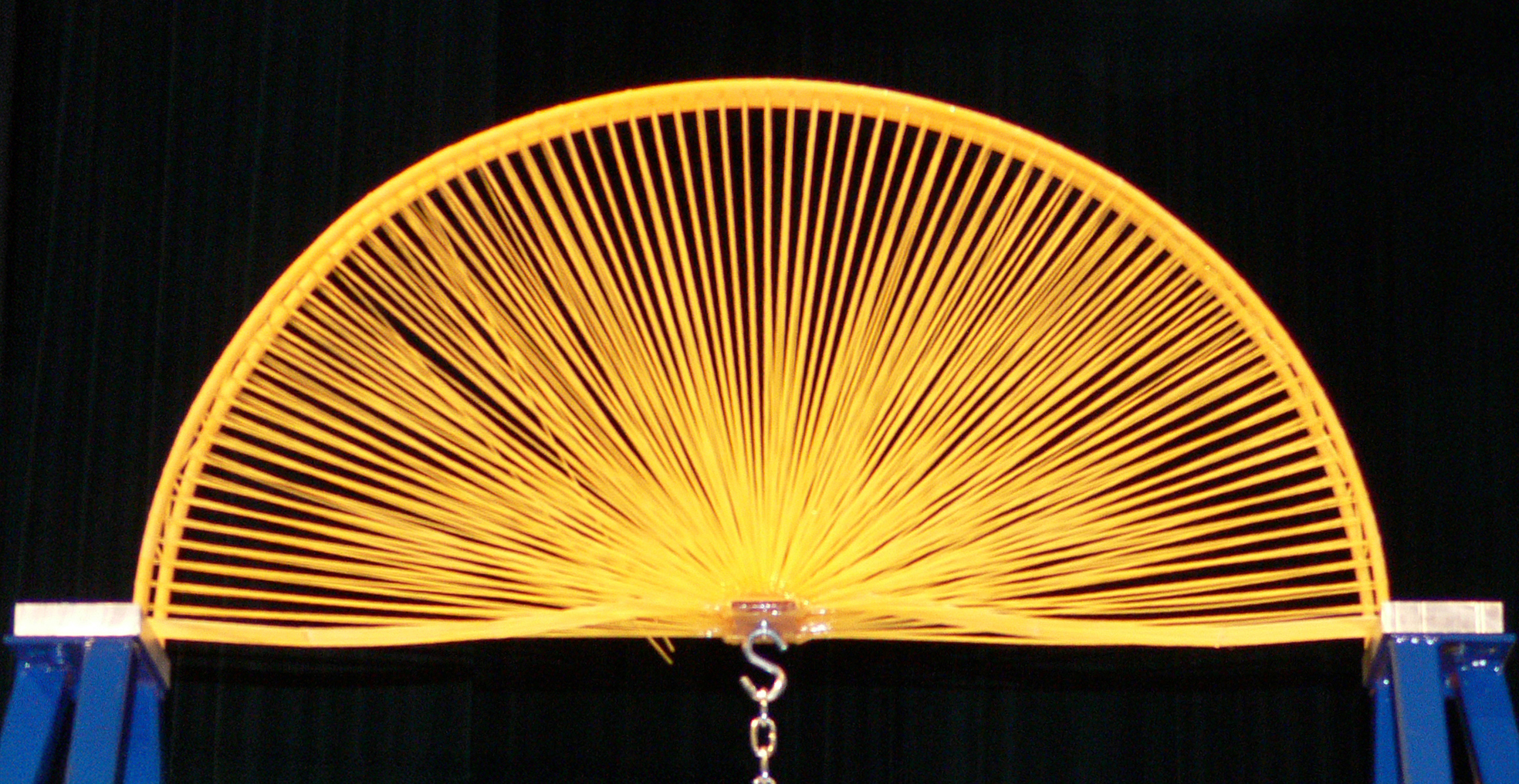
一個義大利麵橋

義大利麵橋（英語：Spaghetti bridge）是指由生義大利麵（或者其他堅硬、乾燥且直的麵條）所搭成的橋。搭建這種橋的目的通常是教學及比賽用途，通常會規定要使用某一數量的麵條搭成特定長度的橋樑，且必須要能承受足夠的重量。在競賽中，常會以橋能承受的重量來決定勝負。